# チャーチ・ストリート (マンハッタン)
座標: 北緯40度42分57秒 西経74度00分26秒 / 北緯40.7157度 西経74.0073度
チャーチ・ストリート (Church Street) は、短いが交通量の多いニューヨーク市ロウアー・マンハッタンを南北に走る通りである。その南端はトリニティ・プレイス (Trinity Place) にそのままつながっており、その北端はキャナル・ストリートである。
トリニティ・プレイスはバッテリー・プレイスから始まり、アップタウンへ向かって伸びていく。この通りはトリニティ教会、ユナイテッド・ステイツ・ リアルティ・ビル (en) そしてズコッティ・パークの西を通過する。そして、ワールドトレードセンターサイトの西端の途中でトリニティ・プレイスはチャーチ・ストリートとなる。キャナル・ストリートの数ブロック手前でチャーチ・ストリートは6番街の南端と接続している。
ワールドトレードセンターが建設される以前は、トリニティ・プレイス、チャーチ・ストリートそして6番街はバッテリー・パークからセントラル・パークまでを連続してつなぐ4車線の北行きの大通りを形成していた。

## 名前
チャーチ・ストリートの名前はトリニティ教会（トリニティ・チャーチ）から取られている。これは歴史的なゴシック様式 の大聖堂で、ブロードウェイのウォール街の地点に位置している。チャーチ・ストリートは早くとも1761年には通りとして形成されていて、1784年に拡張された。この通りの一部はこの教会によって買い取られたが、1804年にニューヨーク市に譲渡された。トリニティ・プレイスという名前もまたトリニティ教会から付けられている。1834年にそう名付けられる以前は、"Lumber Street"や"Lombard Street"という名前が付けられていた。

## ランドマーク
- 90 チャーチ・ストリート (en) にはチャート・ストリート郵便局 (Church Street Station post office) があり、10048番台の郵便番号エリアとその周辺の郵便物を扱っている。この建物はアメリカ合衆国国家歴史登録財に登録されている。
- キャナル・ストリート郵便局 (Canal Street Station post office) - チャーチ・ストリートの北端に位置する。
- セント・ポール教会 - 1765年に建設され、この通りに後ろ向きに面している。
- 30 パーク・プレイス - 高層マンション。
- セント・ペーター教会 (en)

## 地下鉄
IND8番街線がリバティ・ストリート (en) から6番街の間のチャーチ・ストリートの地下を走っている。BMTブロードウェイ線の一部の区間もチャーチ・ストリートの地下を走っている。この路線のコートランド・ストリート駅 (en) はワールド・トレード・センターのすぐ側にあり、9・11テロ攻撃でダメージを受けた。

## 高架橋
レクター・ストリート (Rector Street) の付近にはトリニティ・プレイスをまたいでトリニティ・プレイス橋が架けられている。この橋は1989年に竣工し、トリニティ教会の背面と教会の司祭館をつなぐ私設の高架橋である。

## ギャラリー

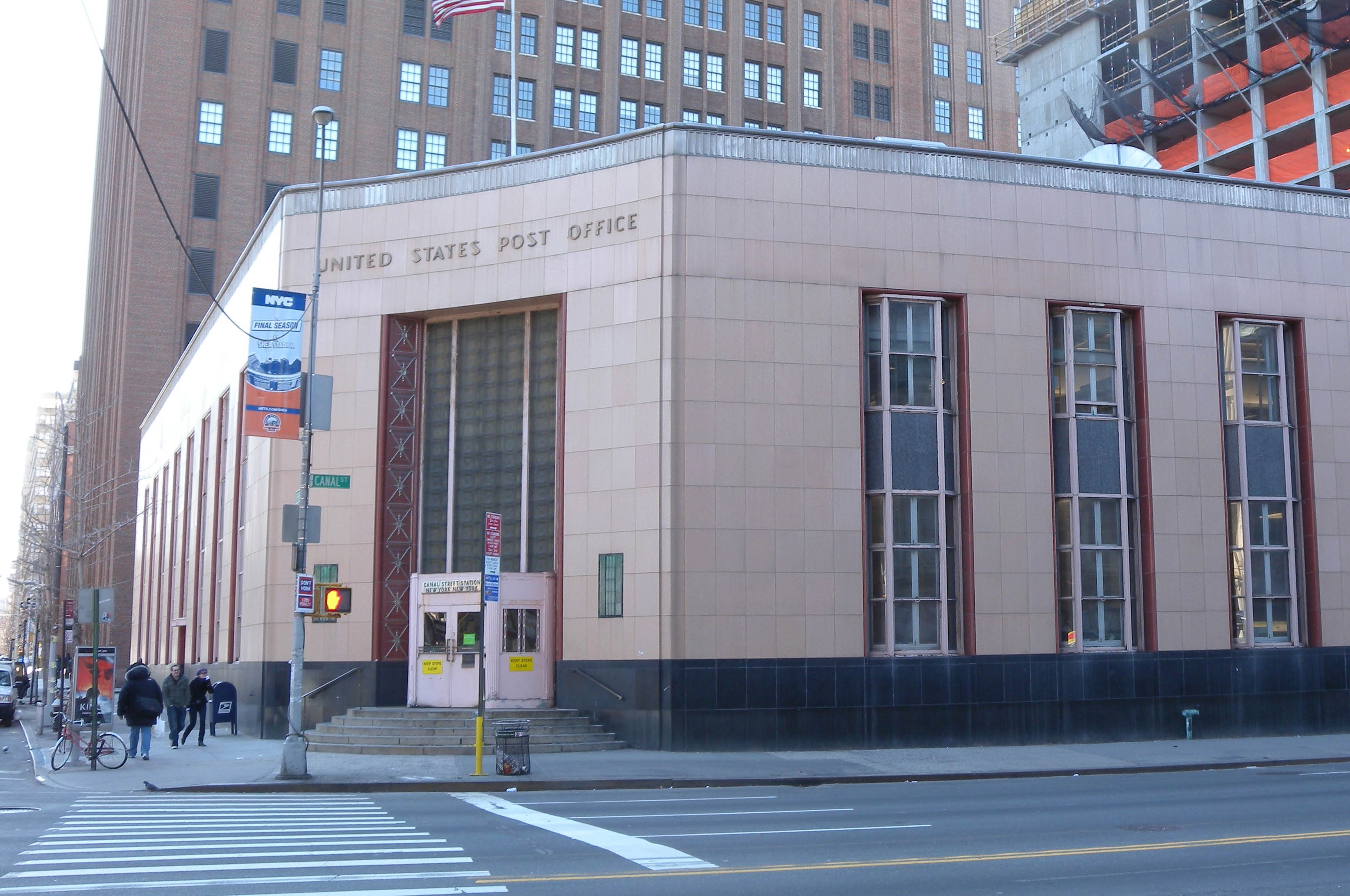
チャーチ・ストリート北端にあるキャナル・ストリート郵便局
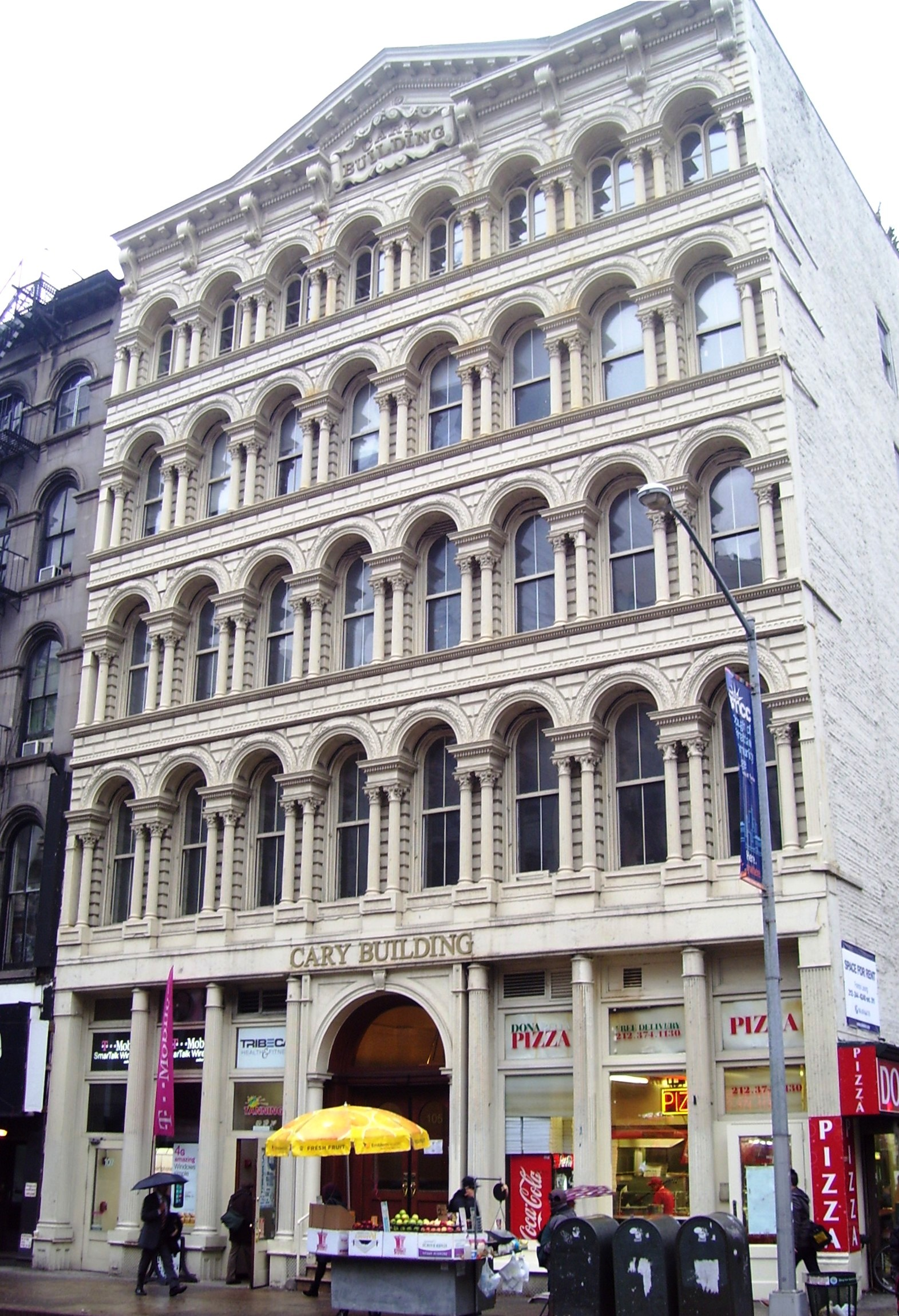
ニューヨーク市歴史建造物 (en) かつアメリカ合衆国国家歴史登録財であるケーリー・ビル (en)
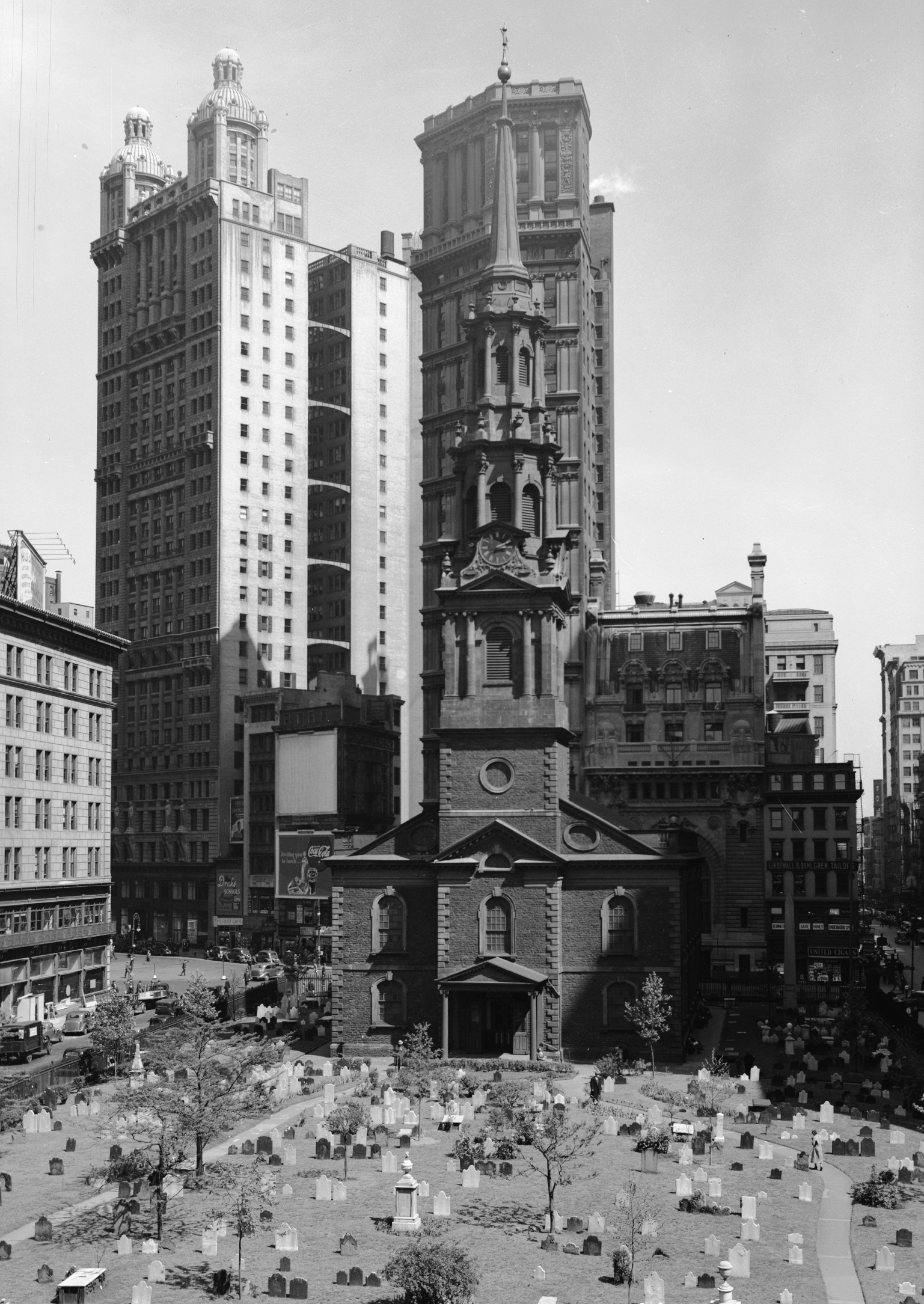
1937年のセント・ポール教会の背面
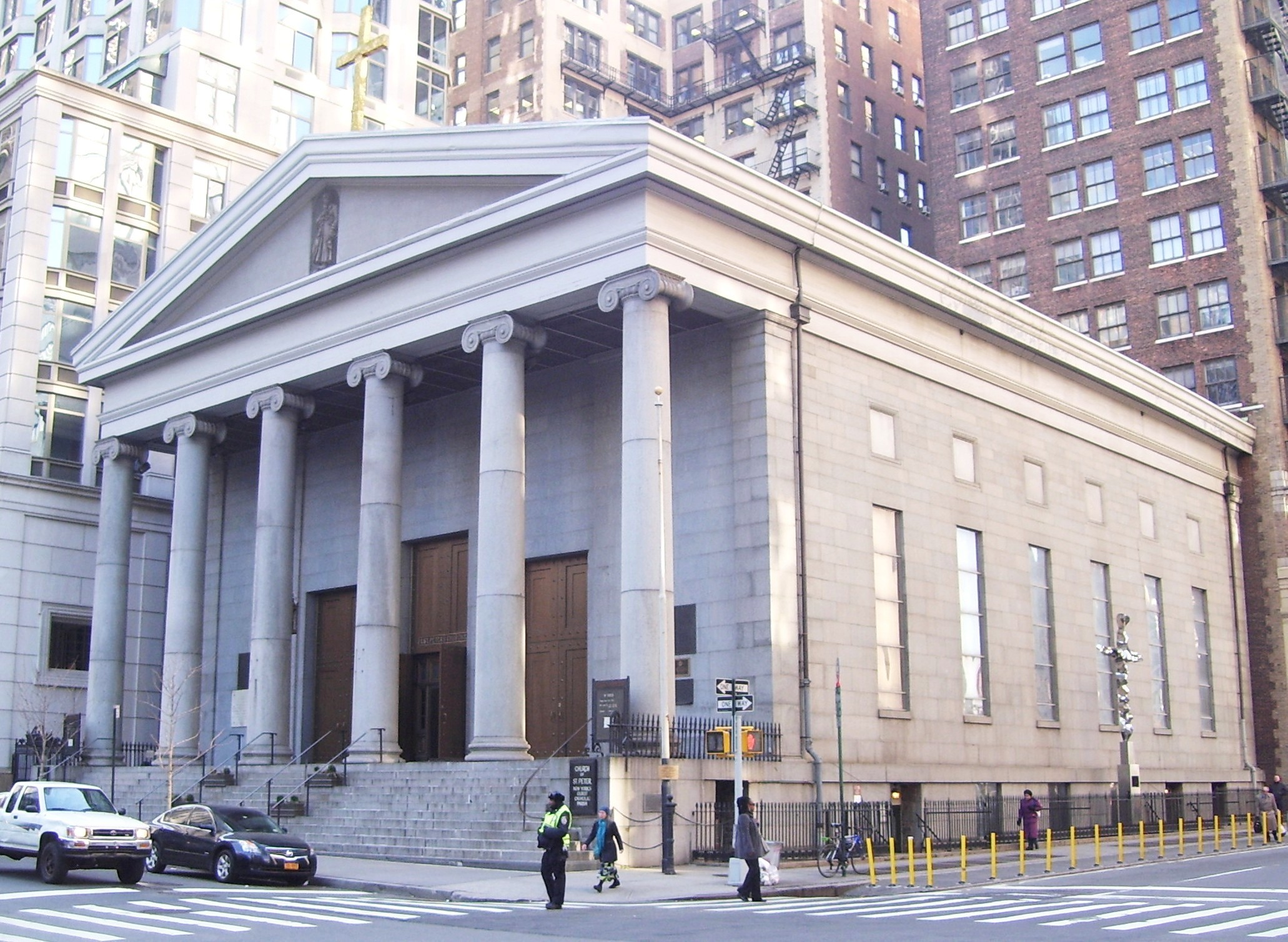
バークレイ・ストリート (Barclay Street) の角にあるニューヨーク市歴史建造物 (en) かつアメリカ合衆国国家歴史登録財であるセント・ペーター・ローマ・カトリック教会 (en)